# 独占!女だらけの60分 レディGO!
『独占!女だらけの60分 レディGO!』（どくせん おんなだらけのろくじゅっぷん レディゴー）は、2007年に7回に渡ってテレビ朝日系列で放送されていたバラエティ特番である。
1、2か月に1回くらいのペースで放映され、1時間枠の場合は『独占!女だらけの60分 レディGO!』、2時間枠の場合は『独占!女だらけの120分 レディGO!』というタイトルになる。本記事では両者について扱う。

## 番組概要
コンセプトは『独占!女の60分』を引き継いだもの。女性のみが出演者で、ロケ企画のVTRをスタジオで見るという構成である。
後に同局で放送されている『快感MAP』・『大胆MAP』と共通する部分が多い。

## 放映日
- 2007年4月22日（日曜ワイド、120分）
- 2007年5月12日（ドスペ2、60分）
- 2007年6月9日（ドスペ2、60分）
- 2007年6月24日（日曜ワイド、120分）
- 2007年7月29日（日曜ワイド、60分）
- 2007年8月12日（日曜ワイド、120分）
- 2007年10月14日（サンデーデラックス、120分）
内容については、テレビ朝日公式サイト「バラエティ祭」の「過去の放送一覧」を参照のこと。ただし、2007年6月24日放映分については萩野志保子アナウンサーによるレポートページ - ウェイバックマシン（2008年1月5日アーカイブ分）に記載あり。

## 出演者

### 司会
- 久本雅美

### レギュラーレディ
- 三船美佳
- 山本モナ
- 小原正子（クワバタオハラ）
- ギャル曽根
- ほしのあき - 2007年10月14日は出演せず

### リポーター
- 兵頭有紀

### ナレーション
- 萩野志保子（テレビ朝日アナウンサー）

## スタッフ
- 企画：平城隆司（2007年7月まではチーフプロデューサー担当）
- 構成：工藤ひろこ、水野英昭
- TD：外川真一
- カメラ：渡邊良平
- 音声：平井保
- 映像：東那美
- 照明：高橋孝男
- PA：田村智宏
- ロケ技術：七澤甲・纐纈晃浩（TSP）
- 美術：井磧伸介
- 美術進行：入江大介（テレビ朝日クリエイト）
- 大道具：小山龍太
- 小道具：蛭川正規
- 装飾：松井達彦
- タイトルCG：森山ヒロカズ（森三平）
- メイク：水上摂子
- 編集・MA：IMAGICA
- 音効：大久保吉久（3×7）
- TK：鈴木好
- 編成：松瀬俊一郎、小野仁
- 広報：蓮実理奈
- デスク：萩原わかな
- 制作スタッフ：藤井裕久、伴在宏将、山野辺雅祥、篠原崇
- アシスタントプロデューサー：松井正樹、渡部かおり
- ディレクター：持田順也、塚田直之
- 演出：佐宗威史、鈴木基之
- プロデューサー：松原紀子
- 演出・プロデューサー：寺田伸也
- チーフプロデューサー：河口勇治
- 制作協力：創輝
- 制作著作：テレビ朝日

## 遅れネット局
- TUTチューリップテレビ（TBS系列）
- TSK山陰中央テレビ（フジテレビ系列）